# USS Narwhal (SSN-671)
Pour les autres navires du même nom, voir USS Narwhal.
L'USS Narwhal (SSN-671) un sous-marin nucléaire, troisième navire de la marine américaine à porter le nom du narval, une baleine de l'Arctique.
Sa quille est posée le 17 janvier 1966 par le chantier naval Electric Boat de la General Dynamics, à Groton, dans le Connecticut. Il est lancé le 9 septembre 1967, parrainée par le vice-amiral Glynn R. Donaho (à la retraite) et mis en service le 12 juillet 1969.
Il est démantelé entre 2019 et octobre 2020.

## Historique
C'est un sous-marin expérimental embarquant le seul réacteur S5G employé en mer.
Il est dans les années 1970 le sous-marin le plus furtif de l'US Navy et effectue plusieurs missions de renseignements.